# Indometacin
Indomethacin là một thuốc chống viêm non-steroid thường dùng để hạ sốt, giảm đau và chống viêm theo cơ chế ức chế tổng hợp prostaglandin. Một số tên biệt dược là: Indocin, Indocid, Indochron E-R, and Indocin-SR.

## Chỉ định
Chỉ định lâm sàng của indomethacin bao gồm:
- Viêm cột sống dính khớp
- Viêm khớp dạng thấp
- Bệnh gout
- Viêm xương khớp
- Thấp khớp
- Viêm khớp vẩy nến
- hội chứng Reiter
- Bệnh xương Paget
- Hội chứng Bartter
- Đau đầu, migraine
- pseudogout
- Đau bụng kinh (menstrual cramps)
- Viêm màng ngoài tim
- Viêm bao hoạt dịch
- Viêm gân
- Viêm thận
- Sốt và đau do các nguyên nhân khác nhau
- Cơn đau quặn thận

## Chống chỉ định
- Hiện tại hoặc tiền sử có bệnh viêm, loet, chảy máu đường tiêu hóa.
- Dị ứng với indomethacin, aspirin, hoặc các NSAIDs khác.
- Polyp mũi do phản ứng với các NSAIDs
- Trẻ em dưới 2 tuổi.
- Suy giảm chức năng gan, thận.
- Thận trọng: tổn thương tuỷ xương, đe doạ chảy máu, bệnh Parkinson động kinh, rối lạn tâm thần

## Cơ chế tác dụng
Cơ chế tác dụng của indomethacin là ức chế tổng hợp [[prostaglandin do ức chế men cyclooxygenase (COX) 1 và 2.

## Dạng sử dụng
- Viên nén hoặc viên nhộng 25 and 50 mg
- Viên đạn 50 and 100 mg
- Viên nhọng phóng thích chận 75 mg
- Sy rô (25 mg/5ml)
- Thuốc tiêm 50 mg dùng tiêm bắp
- Dạng xịt hoặc gel
- Miếng dán 0.5%